# Волков, Аполлон Николаевич
Аполлон Николаевич Волков  (18 (30) октября 1819 — 1896) — российский государственный  деятель, тайный советник (1886). Вятский и  Пензенский губернатор.

## Биография
Из дворянского рода Волковых. Родился в Москве в семье действительного статского советника Николая Аполлоновича Волкова от его брака с княжной Екатериной Андреевной Оболенской (1796—1849). Его прадед по отцу сенатор и  действительный тайный советник А. А. Волков; прабабка Маргарита Александровна урождённая Кошелева, сестра  члена Государственного совета Российской империи Р. А. Кошелева. Крещен 26 октября 1819 года в Николаевской церкви в Хлынове при восприемстве деда князя А. П. Оболенского и бабушки М. А. Волковой.
В службе и классном чине с 1841 года после окончания Императорского Московского университета и определён на службу  в  Министерство иностранных дел Российской империи. С  1850 года  чиновник особых поручений при Канцелярии Московского губернатора. С 1866 года коллежский советник, Рязанский вице-губернатор.
В 1877 году произведён в действительные статские советники. С 1882 года назначен Вятским губернатором.  В 1886 году произведён в тайные советники.
18 февраля 1887 г. — постановленим городской думы Присвоено звание Почётный гражданин города Вятка, 21 мая 1887 г. — утверждено императором.
С 1887 года назначен Пензенским губернатором.
В отставке с 1889 года.